# Anton Csorich von Monte Creto
Anton Freiherr Csorich von Monte Creto (Mahićno, 1795 – Dornbach, 15 luglio 1864) è stato un generale austriaco.

## Biografia

### Dalla nascita alle guerre contro Napoleone
Anton Csorich von Monte Creto appartenne ad una nobile famiglia di origini slovene, croate e italiane, studiò all'accademia militare di Lubiana ed ebbe come insegnante Hieronymus von Colloredo-Mansfeld, che inserì il giovane cadetto e poi tenente nell'alta società viennese.
Uscì dall'accademia come capitano di una brigata di fanteria, servendo con il fratello Franz agli ordini del generale russo d'origine tedesca Ferdinand von Wintzingerode durante la campagna di Sassonia contro i francesi, partecipando alle battaglie di Dresda e Lipsia (1813).

### La repressione dei moti rivoluzionari
Grazie appunto alla benevolenza del suo istruttore von Colloredo-Mansfeld, si legò profondamente all'alta società della Vienna imperiale e asburgica, entrando a far parte del gruppo degli ufficiali austriaci reazionari e facendo amicizia con von Crenneville, ex ufficiale dell'esercito borbonico espatriato in Austria durante la rivoluzione francese e rappresentante del gruppo più conservatore della nobiltà francese, compagno di Carlo X di Francia e di Carlo di Borbone-Francia, duca di Berry.
Il barone Csorich von Monte Creto partecipò alla repressione dei moti nell'Italia centrale guidati da Guglielmo Pepe nel corpo d'armata di von Guelfenburg, luogotenente del generale von Palota.
In seguito a questa campagna venne promosso maggiore e poi nel 1836 colonnello di un reggimento di fanteria di stanza in Boemia. Nel 1842 divenne generale maggiore e comandante supremo delle truppe in Lombardia.
Durante i moti del 1848, collaborò con Maximilian Wimpffen nell'assedio della Vienna insorta, e come sostituto dell'assassinato Franz Philipp von Lamberg fu comandante delle truppe in Ungheria, aggregandosi poi ad Alfred von Windisch-Graetz e von Bužim contro gli insorti.
Fu poi Ministro della Guerra in Austria sotto Francesco Giuseppe, e venne insignito dell'Ordine Militare di Maria Teresa e dell'ordine Imperiale di Leopoldo.